# Eugène Moressée
Pour les articles homonymes, voir Moressée.
Eugène Joseph Moressée, né à Spa (Liège, Belgique) le 7 mai 1828 et mort le 10 juillet 1888 à Arlon, est un journaliste catholique conservateur, pamphlétaire, et imprimeur. Polémiste volontiers acerbe, mais aussi infatigable qu'intransigeant, il était l'ami intime des journalistes Victor Henry et Alexandre Delmer.

## Biographie

### Jeunesse et études
Eugène Joseph Moressée est né à Spa (Liège), Belgique, le 7 mai 1828 de Dieudonné Moressée (natif de Strée-lez-Huy) et de Marguerite Lemaire (native de Mortier), négociants à Spa.
Après des études secondaires au Collège de Herve, dirigé par Mgr Jean-Chrétien Warblings, Eugène Moressée s’inscrit à l’Université de Louvain, où il réussit sa candidature en Philosophie et Lettres (1852) et une autre en Droit (1858). 
Le 22 novembre 1855, il épouse, à Louvain, Clémence Le Blus, avec qui il a 10 enfants.
Il se lie d’amitié avec Victor Henry (futur rédacteur en chef du Journal d’Anvers (1871) et docteur en sciences politiques et administratives) et Hubert Maréchal-Ranwez, futur fondateur du Courrier de Huy. C’est pendant sa formation universitaire qu’Eugène Moressée s’initie au journalisme, en collaborant notamment au Courrier de Louvain. Désireux de poursuivre ses études au niveau du doctorat en Droit, il se voit dans l’obligation d’y renoncer, faute de moyens.

### Rédacteur en chef de l’Unionde Dinant (1859-1864)
Par l’entremise de Jean Moeller, son professeur d’Histoire à Louvain, il devient rédacteur en chef de l’Union de Dinant (1859), un hebdomadaire fondé par Hadelin, comte de Liedekerke-Beaufort. Il y fait la connaissance du portraitiste François Sodar qui venait d’épouser Marie Sodar de Vaulx, petite-fille d’Henriette de Liedekerke-Beaufort et du frère de celui-ci, le paysagiste André Sodar, qui deviendra son gendre, en 1874.
C’est à Dinant qu’il apprend le dur métier de journaliste de combat. Il gagne sa première victoire de taille, en provoquant, par ses pamphlets, la cuisante défaite du libéral Charles Rogier, à Dinant, en 1863. Mais ce dernier se rattrape quelques mois plus tard en se faisant élire à Tournai, malgré la lutte acharnée menée contre lui par Eugène Moressée et son ami Alexandre Delmer.

### Rédacteur en chef de laVoix du Luxembourg, à Arlon (1865-1888)
Les Arlonais n’ayant à lire que L’Écho du Luxembourg, un journal libéral fondé et dirigé par le puissant Victor Tesch, depuis 1836, un comité catholique, présidé par Camille, comte de Briey, décide d’implanter un nouveau quotidien dans cette province, pour lui faire concurrence. Après le refus de Moressée d’en assurer immédiatement la direction, on nomme Guillaume Lebrocquy, ancien rédacteur au journal l’Universel et professeur de poésie, à Malines. Mais, après une année difficile, le comité le juge trop faible, pour rivaliser avec les coriaces adversaires libéraux. Convaincu par les catholiques de permuter son poste avec celui de Lebrocquy, Moressée accepte désormais d’engager le combat à Arlon. Il a sa propre imprimerie qui édite, à partir de 1872, outre le journal — et cela à peu près chaque dimanche et surtout en temps d'élections — des petits pamphlets aux titres agressifs: La Guêpe, Le Taon, Le Hanneton, L'Abeille luxembourgeoise, En avant, L'Impartial, qui vont étourdir et finir par exaspérer ses rivaux. Mais, la lutte s’avère beaucoup plus dure que prévu. Il la poursuivra cependant inlassablement jusqu’à sa mort, en vaillant défenseur de ses convictions religieuses, non sans en payer le prix fort, à savoir une vingtaine de procès ruineux, qui vont braquer le comité contre lui et compromettre l’existence même du journal. Pendant toute cette période, Moressée assure parallèlement la correspondance luxembourgeoise de la Patrie de Bruges d’Amand Neut et plus tard celle du Patriote. À la fin de sa vie, dans le but de se disculper, il publiera dans son journal l’histoire de ses condamnations judiciaires, sous le titre évocateur : Les Balances de Thémis (Mars-Avril 1888). 
Miné par le stress, les querelles et l’abus d’alcool (ses adversaires le surnommait Gosier-sec), il meurt à l’âge de 60 ans à Arlon, après avoir accompli une tâche gigantesque. Il est enterré au cimetière de Waltzing. Après sa mort (10 déc. 1888), l’entreprise familiale est assurée, pendant quelques jours, par sa veuve et son fils, André Moressée. Et, le 19 décembre, dans une circulaire, signée par André Moressée, on annonce que le journal met fin à sa publication et qu’il sera repris par le Luxembourg.

## Personnalité
Moressée était un homme rude, parfois peu malléable, doué d’une force herculéenne, dont il ne se privait d’ailleurs pas pour régler ses comptes avec ses adversaires. Il défenestra un jour un sous-officier de la garnison de Longwy, que les libéraux avaient soudoyé pour le narguer et l’humilier, dans un café, comme nous le rapporte Hubert Henry dans ses souvenirs. Ami intime des journalistes Alexandre Delmer et Victor Henry, il disait qu’à trois : Victor Henry, Alexandre Delmer, père, et lui, ils auraient fait un journaliste parfait. Lui, Moressée, aurait donné le coup de gueule, Victor Henry, le piquant, l’original, et Alexandre Delmer, la ciselure.

## Sources
- Archives de l'État à Arlon. Collection du quotidien La Voix du Luxembourg.
- DELMER, Marie-Thérèse. Une élection à Tournai, en 1863. Récit d’un journaliste Alexandre Delmer, in Mémoires de la Société Royale d’Histoire et d’Archéologie de Tournai, t. I, 1980, p. 33-66. Il y est notamment question du pamphlétaire, Eugène Moressée (1828-1888).
- DELMER, Marie-Thérèse. Carnets du journaliste catholique Alexandre Delmer (1860-1889), Université de Louvain, Bibliothèque de la Revue d’histoire ecclésiastique, tome I (1860-1863), 1988, fascicule 73, 597 p.; tome II (1864-1866), 1990, fascicule 75, 767 p.; tome III (1867-1869), 1994, fascicule 79, 720 p.; tome IV (1870-1872), 1998, fascicule 81, 944 p.; Collège Erasme, Louvain la Neuve; Ed. Nauwelaerts, Bruxelles; Universiteitsbibliotheek, Leuven.
- HENRY, Hubert. Journalisme et politique. Recueil de notes et de souvenirs, Namur, 1929, p. 22-23: Moressée défenestre un lancier de Longwy!).
- MOTTEQUIN, Ph. Répertoire de la presse de la province de Luxembourg (1760-1940). CIHC, Cahiers 84, Ed. Nauwelaerts, Louvain, 1978, 357 p. (L'Abeille luxembourgeoise, p. 25; La Voix du Luxembourg, p. 75; Abeille, Le Bourdon, p. 255; Le Cousin, La Guêpe, Le Hanneton, p. 256; Le Papillon, Le Taon, p. 257).
- PETIT, Albert. La Publicité luxembourgeoise. Les Balances de Thémis par Eugène Moressée. Histoire de ses procès de presse (1859-1888), Neufchâteau (1908-1909). Refonte présentée par Bruno Van Eeckhout, Pierrefonds (Québec) Canada, 2003, 55 p.
- SODAR & DELMER. La Vie Mouvementée des Sodar-Moressée (1859-1935) redécouverte au travers de centaines de lettres de Marie Sodar, des carnets du journaliste, Alexandre Delmer, père, des carnets de guerre d’Alexandre Delmer, fils, et de bien d’autres documents familiaux. Présenté par Bruno Van Eeckhout, Pierrefonds (Québec) Canada. Tome I (1859-1919), I-X, 1-290 p.; tome II (1919-1935), p. 291-650. Ouvrage hors commerce, publié à faible tirage pour la famille.
- SOETE, Jean-Luc. Notice biographique sur Eugène Moressée, parue dans la Nouvelle Biographie Nationale, Bruxelles, 1988, tome I, pages 277-278.